# Patrick Marber
Patrick Albert Crispin Marber (Londra, 19 settembre 1964) è un drammaturgo, sceneggiatore, attore e regista teatrale britannico.
Ha avuto una candidatura all'Oscar alla migliore sceneggiatura non originale nel 2007 per il film Diario di uno scandalo.

## Carriera
Dopo una carriera come cabarettista, Marber scrisse il suo primo testo teatrale, La scelta del mazziere, nel 1995 per il National Theatre, spettacolo del quale fu anche regista. Per questo testo Marber vinse il premio Evening Standard Award for Best Comedy.
Lo stesso premio fu vinto nel 1997 con Closer, spettacolo di nuovo prodotto dal National Theatre con la regia dello stesso autore. Nel 2004 lo spettacolo divenne un film, diretto da Mike Nichols, con la sceneggiatura dello stesso Marber.
Durante lo stesso anno, Marber realizza per la BBC un adattamento della Signorina Julie di Strindberg. Intitolato After Miss Julie, sposta l'azione nel 1945 in Inghilterra subito dopo la fine della guerra e la vittoria laburista. Una versione per il teatro andò in scena nel 2003 al teatro Donmar Warehouse di Londra.
Il terzo spettacolo di Marber per il National Theatre, Howard Katz, andò in scena nel 2001, ma ricevette meno successo critico dei precedenti.
Nel 2004 Marber scrisse un testo per attori adolescenti nell'ambito del progetto Shell Connections del National Theatre. Si intitola The Musicians e racconta le vicende di un gruppo musicale.
Nel 2006 Marber propose una riscrittura di un testo di Molière, ambientato nella Londra contemporanea: Don Juan in Soho.
Nel 2023 vinse il Tony Award alla miglior regia di un'opera teatrale per il dramma Leopoldstadt di Tom Stoppard.

## Rappresentazioni in Italia
- Closer è stato messo in scena dalla Fox & Gould Produzioni, nella stagione 2000/2001, regia di Luca Guadagnino, con Gianmarco Tognazzi, Claudia Gerini, Bruno Armando e Alessandra Acciai, scene Paolo Polli, costumi Alessandro Lai, luci Raffaele Perin, musiche originali Walter Fasano.
- La scelta del mazziere è stato messo in scena dalla Compagnia Teatrale Salamander in collaborazione con il Teatro Stabile di Genova, nella stagione 2007/2008 traduzione e regia di Marco Ghelardi, scene e costumi Laura Benzi, luci Sandro Sussi

## Filmografia
- Closer, regia di Mike Nichols (2004)
- Follia, regia di David Mackenzie (2005)
- Diario di uno scandalo, regia di Richard Eyre (2006)
- Il critico - Crimini tra le righe (The Critic), regia di Anand Tucker (2023)